# Luigi Colombo
Luigi Colombo (datas desconhecidas) foi um ciclista italiano. Representou a Itália nos Jogos Olímpicos de 1900 em Paris, na França, onde competiu na prova de velocidade e corrida por pontos.